# Jörg See

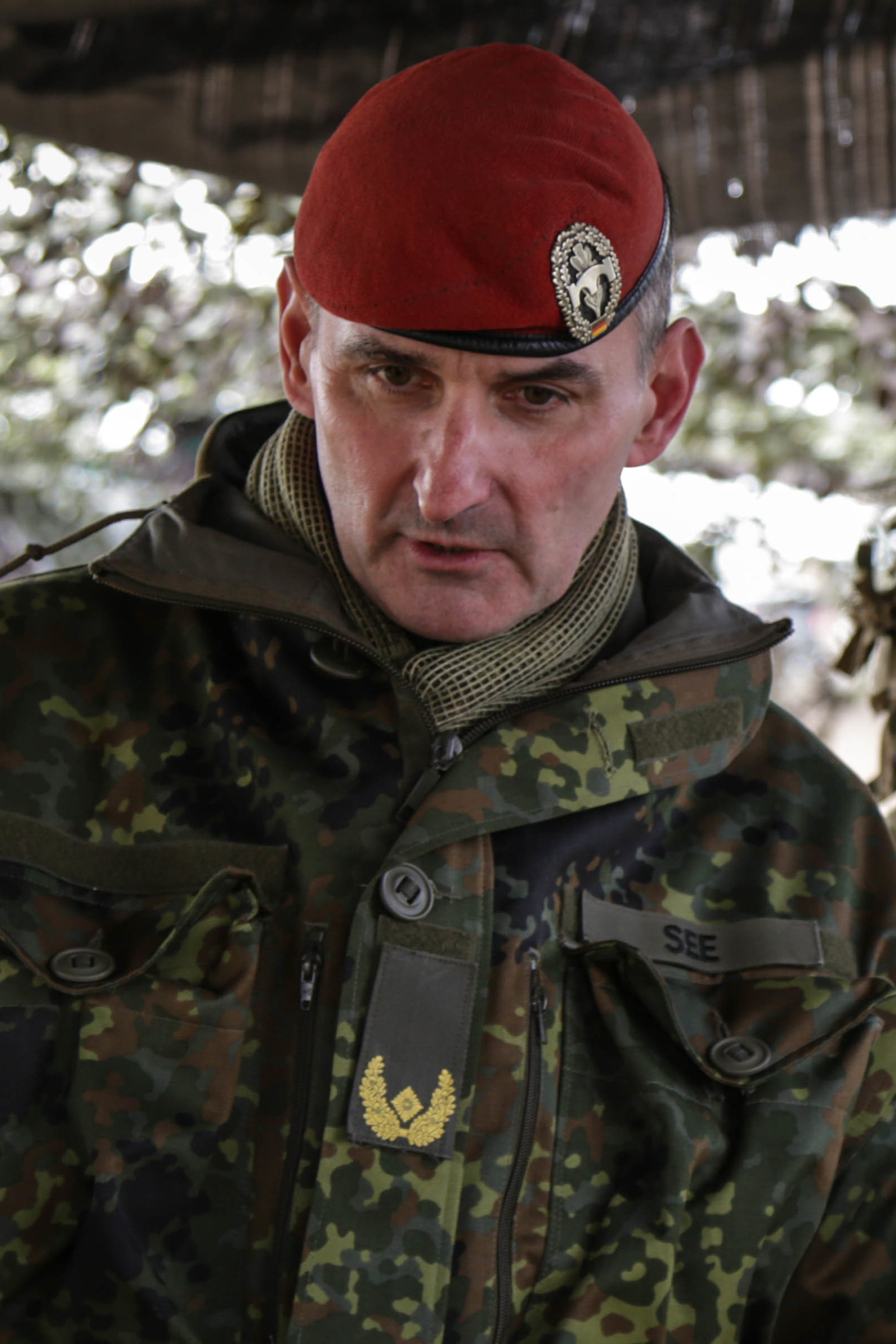
Jörg Torsten See als Brigadegeneral und Kommandeur der Panzerbrigade 12 (2018)

Jörg Torsten See (* 13. April 1967 in Köppern, heute Friedrichsdorf) ist ein Generalmajor des Heeres der Bundeswehr und Kommandeur der 10. Panzerdivision in Veitshöchheim.

## Militärische Laufbahn

### Ausbildung und erste Verwendungen
See trat 1986 in die Bundeswehr als Grundwehrdienstleistender bei der Panzerpionierkompanie 130 in Wetzlar ein und wurde von 1988 bis 1989 in Lahnstein beim Pionierbataillon 5 zum Offizier des Truppendienstes der Pioniertruppe ausgebildet, worauf sich bis 1990 eine Verwendung als Zugführer in der Panzerpionierkompanie 130 anschloss. 1990 bis 1994 studierte er Politikwissenschaften an der Universität der Bundeswehr Hamburg und wurde von 1994 bis 1996 erneut als Zugführer und im Anschluss als S3-Offizier der Panzerpionierkompanie 150 in Westerburg im Westerwald eingesetzt.
Von 1996 bis 1999 war er Kompaniechef einer Kompanie des Pionierbataillons 320 in Lahnstein, danach (1999 bis 2000) Adjutant beim Commander LANDCENT in Heidelberg, einem NATO-Kommando und ging danach in eine Sprachausbildung, worauf sich der 43. Generalstabslehrgang Heer an der Führungsakademie der Bundeswehr in Hamburg von 2000 bis 2002 anschloss.

### Dienst als Stabsoffizier
Nach Abschluss der Generalstabsausbildung war See in Stabsverwendungen eingesetzt, von 2002 bis 2003 als G4-Stabsoffizier der Jägerbrigade 37 „Freistaat Sachsen“ in Frankenberg, danach von 2003 bis 2004 als G3-Stabsoffizier ebendieser Brigade.
2004 bis 2005 nahm See am Joint Services Command and Staff College (JSCSC) an der britischen Generalstabsausbildung (Advanced Command and Staff Course) in Shrivenham im Vereinigten Königreich teil und ging danach als Referent PSZ I 4 Grundsatz- und zentrale Angelegenheiten der Personalführung ins Bundesministerium der Verteidigung nach Bonn. Nach einer Verwendung als Kommandeur des Panzerpionierbataillons 1 in Holzminden von 2007 bis 2009 wechselte er abermals in dieses Referat. 2010 folgte eine Verwendung als stellvertretender Adjutant beim Bundesminister der Verteidigung im Ministerium in Berlin und von 2012 bis 2014 die des Dezernatsleiters 2, verantwortlich für Operationen und Einsätze im Stab des Deutschen Militärischen Vertreters der NATO und der EU in Brüssel. 2014 wechselte See abermals ins Bundesministerium der Verteidigung nach Berlin als Referatsleiter des Referats Politik I 3 (Interessenvertretung in der NATO) und ins Referat Personal II 2, mit Verantwortung für den Bereich Personalentwicklung Militärisches Personal; Einzelpersonalführung der Offiziere auf B 3 und höher bewerteten Dienstposten der Streitkräfte einschl. Offiziere AMK/MAD.

### Dienst als General
Im Oktober 2016 übernahm See mit der Panzerbrigade 12 in Amberg sein nächstes Truppenkommando. Auf diesem Dienstposten erfolgte auch die Beförderung zum Brigadegeneral. Anfang April 2019 übergab er das Kommando über die Brigade an Oberst Björn Schulz. See wurde kurz darauf Deputy Assistant Secretary General Defence Policy and Planning Division (DASG DPP) im Internationalen Stab im NATO-Hauptquartier in Brüssel. Damit verbunden war die (temporäre) Ernennung zum Generalmajor. Am 13. September übernahm er von Generalmajor Ruprecht Horst von Butler das Kommando der 10. Panzerdivision in Veitshöchheim.

### Auslandseinsätze
Auslandseinsätze führten See nach Priština im Kosovo und ins ISAF-Hauptquartier nach Kabul.

## Privates
See ist verheiratet und hat zwei Kinder.